# Akeboshi
Yoshio Akeboshi (明星嘉男, Akeboshi Yoshio ; Yokohama, 1 juli 1978), vooral bekend onder de naam Akeboshi (明星) is een Japanse zanger. Het bekendste nummer van Akeboshi is het nummer ‘Wind’ dat gebruikt wordt in de populaire anime serie Naruto. De muziek van Akeboshi valt onder het genre J-Pop.

## Akeboshi
Het debuutalbum van Akeboshi is het gelijknamige album Akeboshi. Op de cd staan 13 nummers en daaronder bevindt zich ook het nummer Wind. Opmerkelijk is wel dat het nummer Wind is aangepast, het is niet hetzelfde nummer dat op het eerder verschenen mini-album Stoned Town is uitgekomen. De muziek valt te beschrijven als Japanse popmuziek waarin ook Engels wordt gezongen. Het album is uitgebracht in 2005.
De aanwezige nummers op Akeboshi:
1. Wind
2. Night and Day
3. Hey There
4. no wish
5. 秋風のうた
6. 廃墟のソファ
7. A Nine Days' Wonder
8. white reply
9. Faerie Punks
10. morning high
11. tall boy
12. The Audience
13. 神様の舌打ち

Akeboshi heeft andere liedjes en een album (Meet along the Way) uitgebracht.